# Phaser
Phaser (Phaser.io, Phaser.js) – otwartoźródłowy framework przeznaczony do tworzenia gier w oparciu o platformę HTML5 autorstwa Photon Storm Ltd.

## Informacje ogólne
Phaser umożliwia dużo prostsze tworzenie gier internetowych poprzez dołączenie skryptu do strony HTML i wykorzystywanie stosownych funkcji. Dostępne są dwa języki programowania: JavaScript oraz TypeScript. Cechuje się obsługą gamepad'ów oraz platform mobilnych, a ponadto pozwala na dołączanie zewnętrznych wtyczek (plugins). Jest on wspierany przez twórców oraz innych użytkowników dzięki udostępnieniu kodu na platformie GitHub od 2013 roku, gdzie miała miejsce pierwsza wersja (0.5). Posiada starannie opracowaną dokumentację ze zbiorem wszystkich wbudowanych klas i funkcji oraz na stronie głównej zbiór przykładowych zastosowań poszczególnych kategorii. Umożliwia wybór jednego z dwóch trybów renderowania: canvas (płótno HTML5) lub WebGL (przeznaczony do gier 3D).
W lutym 2018 roku twórcy "Phasera" wydali wersję 3.0 charakteryzującą się całkowicie zmienioną składnią.

## Zewnętrzne linki
- Oficjalna strona Phasera